# 오픈 윈도우즈
오픈 윈도우즈(Open Windows)는 미국에서 제작된 나초 비가론도 감독의 2014년 스릴러, 액션, 범죄 영화이다. 샤샤 그레이 등이 주연으로 출연하였다.

## 출연

### 주연
- 샤샤 그레이
- 일라이저 우드
- 닐 마스켈

### 조연
- 나초 비가론도
- 이반 곤잘레스
- 레이첼 아리에프
- 마이크 맥쿠첸
- 브라이언 엘더
- 트래반트 로즈
- 제이미 올리아스
- 율리세스 로페즈
- 다니엘 페레즈 프라다